# Ulassai
Ulassai (en sard, Ulassa) és un municipi italià, dins de la província de Nuoro. L'any 2007 tenia 1.571 habitants. Es troba a la regió de Quirra. Limita amb els municipis d'Esterzili (CA), Gairo, Jerzu, Osini, Perdasdefogu, Seui, Tertenia, Ussassai i Villaputzu (CA).

## Administració
| Període | Identitat     | Partit        |
| ------- | ------------- | ------------- |
| 2005-   | Giovanni Soru | Llista Cívica |